# Le Ménil-de-Briouze
Le Ménil-de-Briouze é uma comuna francesa na região administrativa da Normandia, no departamento Orne. Estende-se por uma área de 21,9 km². Em 2010 a comuna tinha 561 habitantes (densidade: 25,6 hab./km²).